# 决疑论
决疑论（英語：casuistry）是一种推理过程，旨在通过从特定案例中提取或扩展理论规则，然后将这些规则重新应用于新实例来解决道德问题。这种方法适用于应用伦理学和法学。该术语通常含有贬义，以批评尤其是在道德问题上（如诡辩）使用巧妙但不合理的推理。